# Herbita ochriplaga
Herbita ochriplaga är en fjärilsart som beskrevs av W. Warren 1904. Herbita ochriplaga ingår i släktet Herbita och familjen mätare. Inga underarter finns listade i Catalogue of Life.